# Kraňský slavíček
Kraňský slavíček (ve slovinském originále Gorenjski slavček, v češtině hrána též pod názvy Krajinský slavíček nebo Gorenjský slavíček) je lyricko-komická opera o třech jednáních českého skladatele působícího ve Slovinsku Antonína (Antona) Foerstera na libreto slovinské básnířky a spisovatelky Lujizy Pesjakové. V původní dvouaktové podobě s mluvenými dialogy byla provedena dne 27. dubna 1872 v Zemském divadle v Lublani, v přepracování na tříaktovou prokomponovanou operu pak v témže divadle dne 30. října 1896.

## Vznik a historie opery
Roku 1867 bylo při vesměs německy hrajícím Zemském divadle v Lublani založeno slovinské Divadelní družstvo (Dramatično društvo), jehož úkolem bylo podpořit divadelní produkci ve slovinském jazyce. Roku 1869 – se subvencí kraňské zemské vlády – vyhlásilo konkurs na nejlepší tragédii, komedii a dvě operety ve slovinském jazyce. Volba operety (spíše než opery) nebyla náhodná, souvisela jednak se schopnostmi skrovného slovinského souboru, jednak s preferencemi slovinského diváka. Ten pocházel zpravidla z nižších měšťanských vrstev a do divadla chodil zejména na krátké komické hry se zpěvy. Vyhodnocení operetní části bylo svěřeno komisi, jejímiž členy byli Bedřich Smetana, Karel Bendl a Jan Ludevít Procházka.
Slovinští skladatelé s profesionálním vzděláním v té době prakticky neexistovali a soutěž proto nebyla hojně obeslána. Vítězem se stala opereta, jejíž libreto napsala básnířka Lujiza Pesjakova (1828-1898) a hudbu Anton Foerster, skladatel českého původu, který v letech 1867-70 působil – vedle řady jiných funkcí – jako dirigent slovinského Divadelního družstva. Měl tudíž jedinečnou příležitost podrobně poznat jak schopnosti a potřeby souboru, tak mentalitu slovinského publika. Dílo mělo formu dvouaktové operety s mluvenými dialogy, předehrou a dvanácti zpěvními čísly (tato verze díla se nedochovala). Vedle výslovných požadavků konkursu vyplývala tato forma ze vzoru, jímž byla Smetanova Prodaná nevěsta. Její první verze, kterou Foerster dobře znal, měla totiž rovněž dvě dějství a mluvené dialogy. Premiéra operety se konala 27. dubna 1872, jediná repríza pak o den později. Úspěch byl veliký a kritika si velmi cenila hudby, která kvalitou překračovala meze operety, při nepočetnosti slovinského publika však nedosáhla více repríz a Kraňský slavíček v této podobě nebyl vícekrát uveden.
Situace slovinského hudebního divadla se hodně zlepšila po otevření nové budovy Zemského divadla (nyní Slovinské národní divadlo) roku 1892. Byly zde uvedeny první opery slovinských skladatelů, zejména Teharjští šlechtici (Teharski pleniči) Benjamina Ipavce (1892) a Ulrich, hrabě celjský (Urh, grof celjski) Viktora Parmy (1895). Za této situace se Foerster rozhodl přepracovat Kraňského slavíčka (stejně jako to dříve udělal Smetana s Prodanou nevěstou) na prokomponovanou tříaktovou operu, pro jejíž žánrové označení zvolil „lyricko-komická“. Libreto pro tuto příležitost přepracoval český libretista Emanuel Züngel, jehož text do slovinštiny přeložil básník Engelbert Gangl. Skladatel doplnil devět nových scén, mezi nimi rozsáhlou taneční scénu s přímými citacemi lidových písní, a mluvené dialogy převedl na recitativy. Premiéra této nové verze se konala v nové budově Zemského divadla v Lublani 30. října 1896.
Přes příznivé přijetí se opera dočkala jen tří představení. Jednotlivé melodie z ní, zejména pak modlitba Ave Marija z 3. dějství, byly hojně zpívány, roku 1901 vydala slovinská Hudební matice (Glasbena matica) i klavírní výtah opery), na slovinské jeviště se však dostala opět až po více než čtvrt století, roku 1922 v úpravě dirigenta Karla Jerneje a režiséra Osipa Šesta. Inscenaci svého díla, od jehož vzniku uplynulo právě 50 let, byl přítomen i stařičký skladatel. Kraňský slavíček se konečně dočkal rozhodného úspěchu, inscenace měla více než padesát repríz a stala se trvalou součástí slovinského repertoáru. Vedle Jernejovy úpravy existuje úprava Mirka Poliče z roku 1937, která se však značně odchyluje od původního díla a neprosadila se. Na Jernejovu úpravu opět navazuje úprava dirigenta Rada Simonitiho a režiséra Osipa Šesta z roku 1953; v roce 1984 byla inscenována též dvouaktová verze v úpravě Lovrence Arniče a Henrika Neubauera. Díky inscenační nenáročnosti se Kraňský slavíček hraje i amatérsky nebo na hostování profesionálních divadel v menších lokalitách. Jako jediná ze slovinských oper je dodnes běžnou součástí repertoáru: V lublaňském divadle byl v letech 1967-2000 třetí nejhranější operou a 13. března 2013 měla premiéru nová inscenace.
Antonín Foerster po Kraňském slavíčkovi napsal ještě zpěvohru Materin blagoslov (Matčino požehnání), kterou v letech 1920–23 rovněž překomponoval v operu pod novým názvem Dom in rod (Domov a rodina). Ta se však nedočkala provedení.
První inscenace opery v českých zemích – a současně druhá inscenace její definitivní verze vůbec – se konala v Národním divadle v Brně na Nový rok 1910; předcházel jí při té příležitosti balet Josefa Bayera Královna loutek. Kritika inscenaci ocenila především jako „krok ku pěstění vzájemnosti slovanské“.
V době po druhé světové válce operu pod názvem Gorenjský slavíček uvedlo Státní divadlo Oldřicha Stibora Olomouc (premiéra 1. června 1986).

## Charakteristika a význam opery
Libreto Lujizy Pesjakové dobře reprezentuje dobové chápání a společenské-politický program vznikající slovinské inteligence. Předvádí na scéně idealizovaný obraz venkova, specificky rázovitého etnografického regionu Gorenjsko, (tj. Horní Kraňsko), svou úlohu myjí i přírodní symboly Slovinska (Bledské jezero, Triglav), lidové společenství je představováno jako jednolitém prosté vnitřních konfliktů, třídně nerozvrstvené. Jediné osoby z „vyšších vrstev“ – markýz de Chansonette a jeho žena – jsou navíc cizinci a pro lid jsou především předmětem dobromyslných žertů. Se zvláštním důrazem je na scénu uveden problém opuštění vlasti, potažmo odnárodnění: žal Minky, která z je existenčních důvodů nucena opustit domov, kontrastuje s nadšením, s jakým se Franjo do rodné vsi naopak vrací. Zájem lidového obecenstva měla přilákat sentimentální zápletka. Námět byl originální, ale příbuzný jiným kusům známým z lublaňského divadla, například buffě Valentina Fioravantiho Venkovské zpěvačky ( Le cantatrici villane) nebo Adamově opeře Postilion z Lonjumeau.
Z dramatického hlediska je však libreto Lujizy Pesjakové prosté, dějově a motivačně chudé. Pozdější rozšíření opery na tři akty příběh navíc dále zředilo. Dobová kritika k prvnímu českému provedení trefně uvádí: „Krajinský slavíček má prostý děj z venkova, jen nanesený, bez hlubšího propracování a dramatického spádu. V situačním plánu hledí libretisté střídati momenty živé s vážnými, komické s lyrickými, věcně sice, ale ne jako nutný důsledek a požadavek jeden z druhého vyplývající. Proto osoby vystupují a odcházejí, jen aby své úlohy odzpívaly, nikde stoupání, vrcholení, klesání, spíše klid než vzruch vládne celkem. Malá zápletka, naivní rozluštění […]“. Hlavní postavy jsou v libretu jen povrchně charakterizovány, nejlépe ještě epizodní postavy správce a písaře. Kvalita libreta byla ostatně patrně hlavním důvodem, proč se Kraňský slavíček dlouho nemohl na jevišti uchytit, a proto také opera od doby svého vzniku prodělala tolik úprav.
Foersterovu hudbu chválil ve svém posudku Bedřich Smetana pro svěží melodiku, důmyslnou harmonizaci i zručnou instrumentaci. Vyrovnané posouzení poskytuje opět kritika brněnské inscenace: „Dle děje založena jest i hudba. Plyne prostě, rozvíjí se bez velkých požadavků uměleckých, píseň lidová, popěvek a tanec je jí vším. Tak zvedá jen dvě nálady, smutnou a veselou, ostatní psychologické a dramatické podněty zůstávají netknuté, nemá jich libreto, nemá jich hudba. Aspoň povšechnou karakteristiku osob hledí skladatel zachytiti: hospodský zpívá lidovou písní, francouzští manželé uhlazenější melodií […], komickým figurám přiděluje skladatel živější rytmiku, z části i rozmanitější instrumentaci, jejíž hlavní váha je ve smyčcích a celkem klidně se nese; lidové scény rovněž jsou podloženy lidovou hudbou.“ Vzorem Foersterovi nebyla jen Prodaná nevěsta, ale rovněž německý singspiel, vídeňská opereta i francouzská opéra comique, se kterými přišel do styku v pražském i lublaňském divadle.
Kraňský slavíček není přísně vzato první slovinskou operetou (prostá operetka Benjamina Ipavce Ptačí klec – Tičnik – byla provedena už roku 1866, i když ne v divadle, ale v prostorách slovinské čítárny a pouze s doprovodem klavíru), ani první slovinskou operou. Z raných slovinských hudebně dramatických děl se však nejvíce rozšířila a získala si největší oblibu, která trvá doposud. Otázku, zda jí přísluší označení „slovinská národní opera“, není snadné zodpovědět. Její autoři neměli původně vyšší cíl, než svěžím a přístupným dílem vzbudit zájem obecenstva o zpěvohry ve slovinském jazyce; za „národní operu“ se podle dobových představ mohla považovat nejspíše vážná opera s historickým námětem. Na konci 19. století však zde byl již nesporný příklad komické Prodané nevěsty jako národní opery par excellence a přepracované znění Kraňského slavíčka již mělo obdobné ambice, které se do značné míry naplnily; Kraňský slavíček je ostatně běžně označován za „slovinskou Prodanou nevěstu“.

## Osoby a první obsazení
| osoba                | hlasový obor | premiéra (27.4.1872)    | česká premiéra (1.1.1910) |
| -------------------- | ------------ | ----------------------- | ------------------------- |
| Majda, vdova         | mezzosoprán  | …                       | Věra Pivoňková            |
| Minka, její dcera    | soprán       | Antonija Svetek-Ros(s)a | Kristina Morfová          |
| Franjo               | tenor        | Meden                   | Josef Wild                |
| Chansonette          | baryton      | Josip Nolli             | Karel Král                |
| Ninon, jeho manželka | soprán       | Brusova-Valentova       | Marie Fialová-Nussbaumová |
| Štrukelj, správce    | bas          | Avgust Pucihar          | Alois Pivoňka             |
| Rajdelj, písař       | tenor        | …                       | Bedřich Zavadil           |
| Lovro                | baryton      | …                       | Wassmuth                  |
| Hostinský            | bas          | …                       | Edel                      |
| Posel, vesničané     |              |                         |                           |
| Dirigent:            | Dirigent:    | Anton Foerster          | Josef Winkler             |

## Děj opery

### 1. dějství

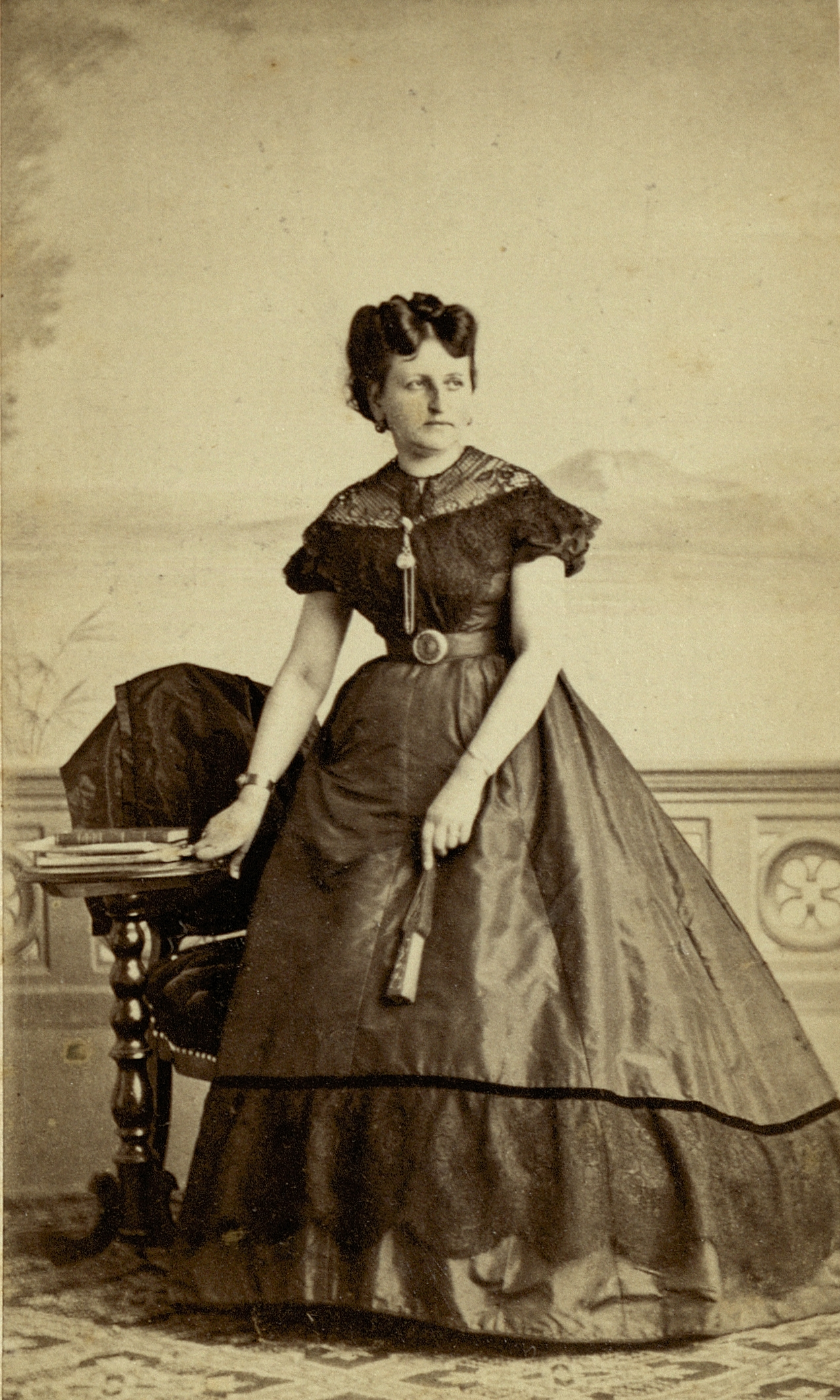
Lujiza Pesjakova (1828-1898), libretistka Kraňského slavíčka.

Náves vesnice v Horním Kraňsku, poblíž Bledu, s výhledem na Triglav. Nalevo je hostinec, před ním košatá lípa, pod ní stůl s lavicemi, nalevo je chaloupka kovářovy vdovy Majdy. Vesničané vycházejí na luka kosit slámu (sbor Gorenjci, Gorenjci ljudje smo veseli). Když odejdou, vchází mladík jménem Franjo; dlouho pobýval mimo domov a nyní se vrátil do rodné vsi, kde ho vítá dávný přítel Lovro. Franjo se vyznává z lásky ke své domovině (árie Veselje in radost, doma sem doma), současně se ale těší na shledání se svou vyvolenou Minkou. Ta přichází ze žatvy se srpem v ruce a s písní na rtech (Nebeško sonce trosi nadeje mi v srce). Milenci se radostně vítají a obnovují si přísahu lásky (duet Ne morem izreči, ne z umom doseči). Minka odbíhá, opět se zpěvem.
V tu chvíli na náves přicházejí francouzský učitel hudby Chansonette se svou manželkou, pěvkyní Ninon. Přicházejí hledat mezi slovinskými horaly přirozené talenty pro hudební divadlo. Francouz je právě v rozrušeném nadšení, protože zdálky zaslechl nádherný dívčí zpěv, zejména krásné vysoké „a“, a hledá jeho původkyni (scéna Prelepi »a«, prelepi »a«). Nejprve se obrací na Franja, ale ten mu se smíchem odpoví, že nejkrásnější dívčí hlas nosí ve svém srdci. Cizinci se usadí před hospodou a vyptávají se hostinského na zdejšího „slavíka“, ale ten se domnívá, že u nich ve vsi všechna děvčata umějí hezky zpívat své „la, la, la“. Ukazuje hostům děvčata vracející se z luk. Chansonette je ihned svolává a vyzývá, aby mu zazpívaly, ať mezi nimi může rozeznat majitelku zázračného hlasu (ansámbl Allons, allons deklice moje). Ale děvčata si z něj dělají legraci, zpívají lidovou píseň Že priletela ptičica schválně tu příliš vysoko, tu příliš nízko, a Chansonette je z nich zoufalý. Když ho dívky obkrouží, zaslechne znovu krásné „a“ – ale tu, která ho zazpívá, totiž Minku, nezahlédne.

### 2. dějství
V hospodě si Chansonette zoufá, že nenašel hledaný talent, a jeho žena ho utěšuje (Žal med njimi slavčka ni). Přichází k nim komická dvojice: otylý a řádně nahluchlý správce Štrukelj a s ním písař Rajdelj, který si ze svého nadřízeného tropí žerty, aniž vzbudí jeho podezření (scéna Le hitro, zdaj se bliža). Ninon na jejich počest zpívá francouzskou pastorelu (Un roi de Castille un jour chevauchait). Když hodnostáři odchvátají k pečínce a vínu, podaří se Chansonettovi konečně vymámit z hostinského, která z dívek ve vesnici má zlato v hrdle: to musí být jistě kovářovic Minka. Ta zrovna vchází a její hlas nenechává Francouze na pochybách, že to právě ona je oním „kraňským slavíčkem“ (píseň Minky Pojo mi drobne ptice zdaj pesmi vse nove). Chansonette jí nabízí, aby s ním odešla do světa, a slibuje jí úžasnou pěveckou kariéru. Minka se mu však vyvlékne se záminkou, že se musí nejprve poradit s matinkou.
Ale Majda dceři svěřuje špatnou novinu: na jejich chalupu se sesypali věřitelé, a nezaplatí-li do zítřka dlužných 200 zlatých za nájem, prodají jim střechu nad hlavou. Obě ženy si zoufají (Gorje, oh zapustila). Jejich rozhovor vyslechl Chansonette a nabízí Majdě, že jí potřebnou částku vyplatí, pokud s ním Minka odejde (scéna Minka, vse je izgubljeno! a zpěv Majdy Preveč je, da bi pomogli). Majda sice odmítá, ale Minka se rozhoduje matce pomoci a nabídku přijmout. Franjo přichází pozdravit Minčinu matku a dozvídá se o rozhodnutí své snoubenky (dialog Bog vas sprimi, draga mati!). Nejprve je zaražen, potom přivádí z hospody Lovra, správce a písaře a doufá v jejich pomoc, zatímco Minka se loučí s matkou (oktet Gorje, oh, zapustila preljubi bodem kraj). Minku k odchodu přemlouvají i dvě Chansonettovy žačky (duet Pojdi, Minka, z nami v svet). I Franjo, spolu se všemi vesnickými mládenci, se s Minkou loučí, ale nevzdává se ještě naděje (závěrečná scéna Vsi so prihajali).

### 3. dějství
Na náves se tajně vracejí Lovro, správce a písař, kteří se chtějí pokusit překazit Minčin odchod (tercet Pst, pst, pst! Zdaj molčimo, da ga v rokah obdržimo). Minka se srdceryvně loučí s matkou (dialog a duet Hčerka moja, meni je hudo… Z Bogom, hčerka predraga). I Franjo se vrací a chce Mince odchod zakázat, ale ta je rozhodnuta (dialog Zaman je vse, zaman!). Chansonette přichází pro Minku: je čas k odchodu, což všichni komentují (oktet Kaj li more biti kdo mi to pove). Správce a písař Chansonetta a Ninon zastavují a zahajují improvizovaný soud, v němž je správce žalobcem a písař soudcem. Ačkoli písařovy pokusy o zápis francouzských nacionálií obžalovaného zavdají důvod k všeobecné veselosti, je nakonec Chansonette za pokus o násilné odvedení místní dívky odsouzen k pokutě 200 zlatých a vypovězen „ze vsi i z Lublaně“. Zaražený Chansonette k velkém u veselí správce, písaře a Lovra vyplatí požadovanou sumu, pak ale vyčítá Majdě a Mince tuto odplatu za pomoc, kterou jim chtěl prokázat. Minka mu peníze vrací. Když Chansonette a Ninon odejdou, Franjo a obě ženy trápí svědomí, ale současně jsou všichni rádi, že Minka může zůstat (tercet Delal sem krivično… Radost mi srce preveva).
Zvoní klekání, všichni vesničané pokleknou a zpívají modlitbu (Ave Maria, Devica svetla). Poté přivedou děvčata a hoši posla z města: má zprávu pro Chansonetta, že byl za velké zásluhy povolán do Paříže jako dvorní pěvec (scéna Kje je gospod Marki de Chansonette?). Chansonette je samozřejmě nadšen a Franjo se ho přátelsky ujímá a zve na číši vína. Všichni prosí Chansonetta o prominutí, Lovro mu říká, že rozsudek byl jako mylný zrušen. Francouz se loučí s Minkou: škoda, ale „kraňský slavíček“ bude nejlépe zpívat doma. Opět jí dává oněch 200 zlatých, tentokrát darem. Minka mu děkuje (árie Zavriskati, peti želi mi srce). Nastává slavnost obžínek: chasa zpívá a tancuje (sbor Povijamo venec iz žitnih klasov), v jejím zpěvu se objevují slovinské lidové nápěvy (Sijaj, sijaj sončece, Al me, al me boš kej rada imela, Mizo sem ribala, fantom sem migala…). Franjo dostává poštou zprávu, že získal místo a může si vzít Minku za ženu (dialog  Minka, bodi vesela). Všichni se loučí s Chansonettem, Ninon a jejich žačkami (scéna loučení  Sedaj pa res je skrajni čas) a muži opět pějí svou Gorenjci, Gorenjci, ljudje smo veseli.

## Diskografie
- 1953 (vydáno na gramodesce 1954, na CD 2007): (Minka) Vilma Bukovec, (Franjo) Rudolf Francl, (Chansonette) Vekoslav Janko, (matka) Elza Karlovac, (Ninon) Manja Mlejnik, (Štrukelj) Ladko Korošec, (Rajdelj) Svetozar Banovec, (Lovro) Vladimir Dolničar, (krčmář) Zdravko Kovač. Orchestr a sbor Slovinského národního divadla v Lublani řídí Rado Simoniti.

Na podkladě této nahrávky vznikla televizní inscenace (TV Ljubljana 1981, dostupné na DVD) ve scenáristické úpravě a režii Frana Žižka. Hrají Boris Juh, (Minka) Dragica Kovačič, (Franjo) Aleš Valic, (Chansonette) Danilo Bendičič, (matka) Iva Zupančič, (Ninon) Zorica Barać, (Štrukelj) Ladko Korošec, (Rajdelj) Črt Škodlar, (Lovro) Ivek Krpač, (krčmář) Aleksander Valič.